# Stade de baseball Gwangju Mudeung
Le stade de baseball Gwangju Mudeung (hangeul : 광주무등야구장) est un stade de baseball situé à Gwangju en Corée du Sud.
C'est le domicile des Kia Tigers de l'Organisation coréenne de baseball. Le stade a une capacité de 14 600 places.

## Dimensions
- Champ gauche (Left Field) : 97 mètres
- Champ centre (Center Field) : 113 mètres
- Champ droit (Right Field) : 97 mètres

### Liens et documents externes
- (en) Le Mokdong Baseball Stadium sur le site officiel du Sports Facilities Management Center of Seoul